# Registre genealògic d'animals

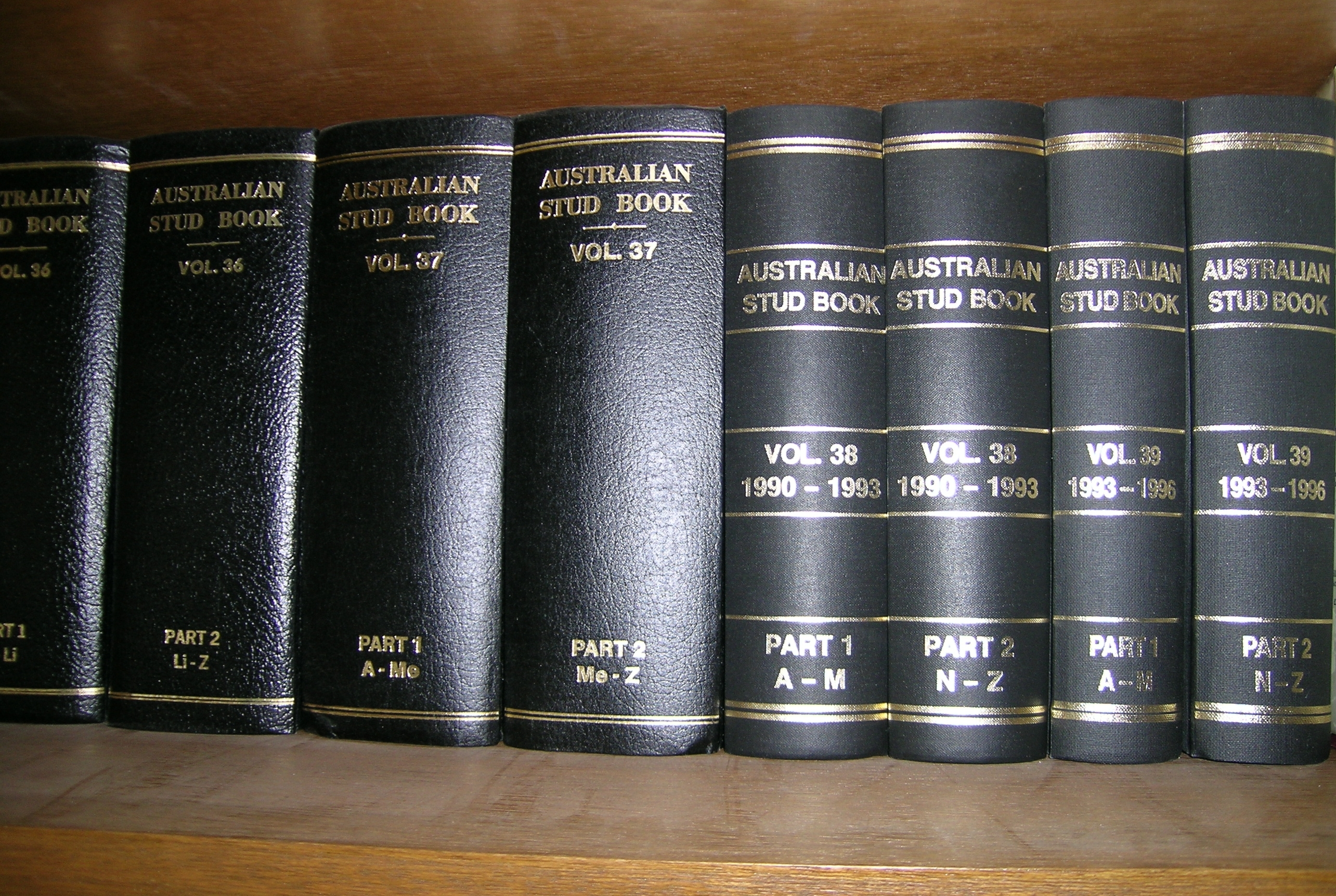
Registres genealògics australians.

El registre genealògic d'animals, o llibre genealògic d'animals, és un registre del cens d'animals que pertanyen a una determinada espècie, subespècie, raça o línia, i els pares dels quals es coneixen. Existeix per a gairebé totes les races d'espècies domesticades: bestiar boví (llibre genealògic dit herd-book), oví (llibre genealògic dit flock-book), porquí, cavallí (llibre genealògic dit stud-book), canins, etc.
Un animal inscrit al registre té el seu propi codi d'identificació de raça que constitueix una prova de la seva pertinença a la raça, és el pedigrí. Els animals solen ser registrats pel seu criador quan encara són joves.

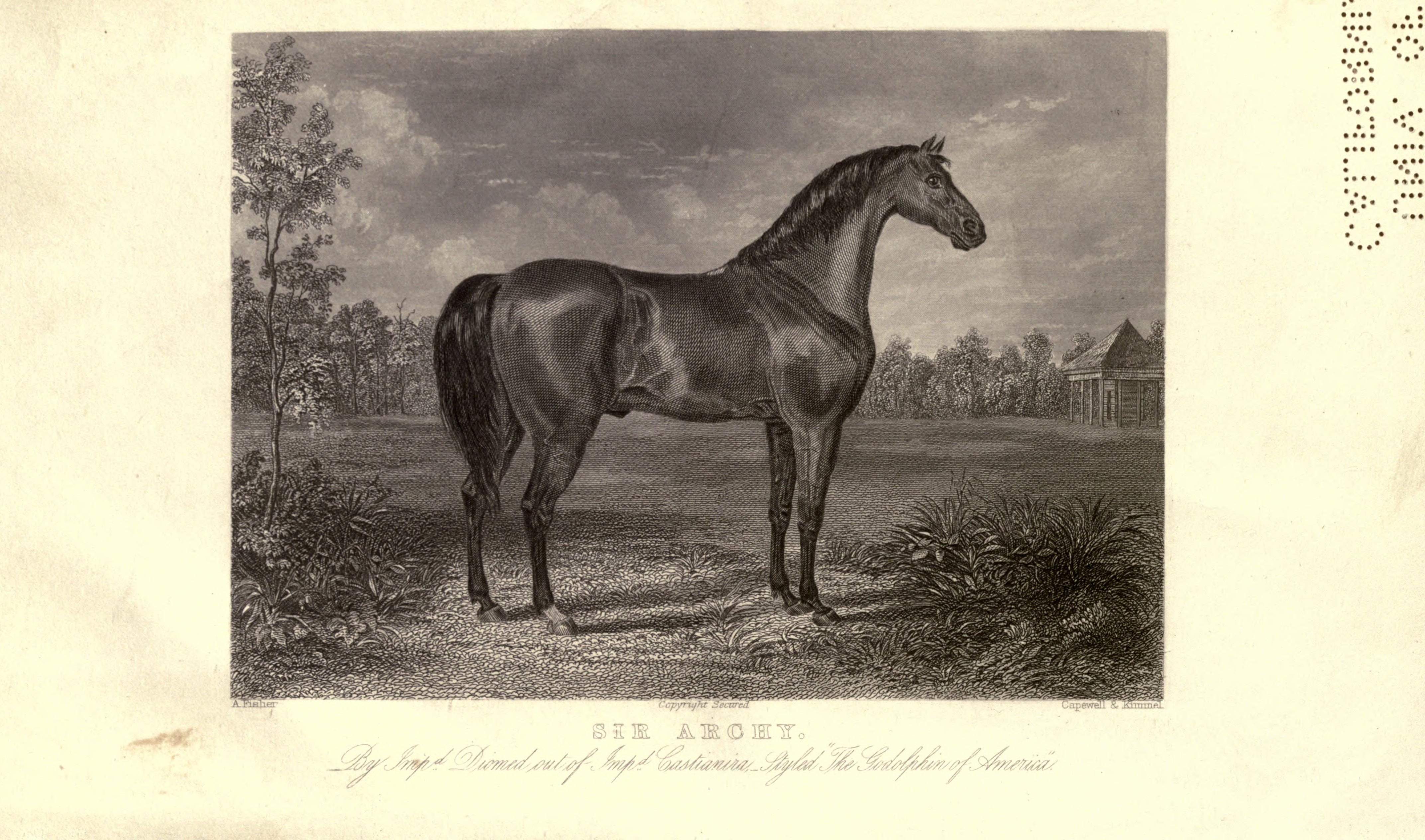
Compilació "Stud-book americà de Wallace"

## Història

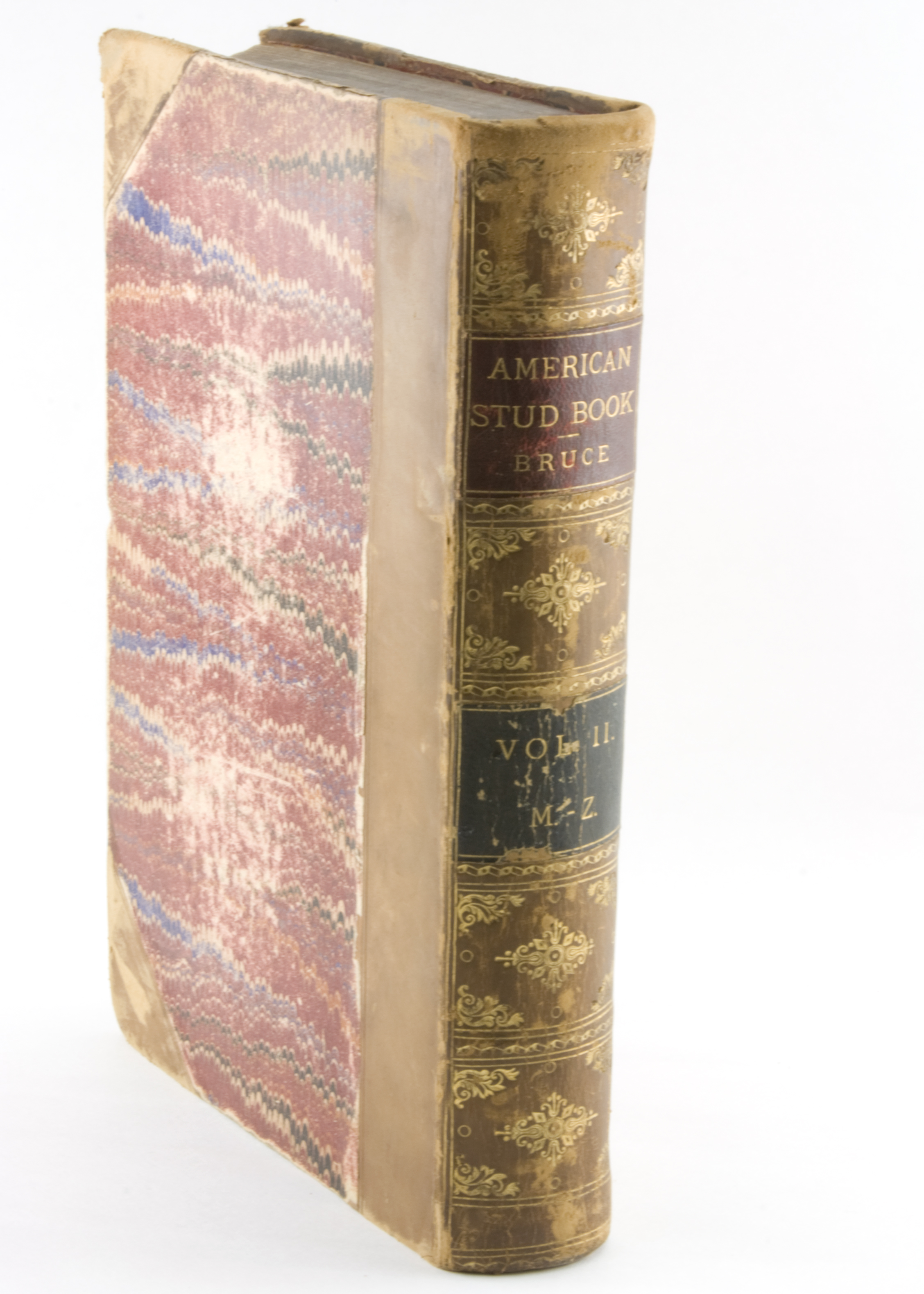
Un volum del registre americà de 1873 dedicat als pura sang.

Durant molt de temps, els textos han posat de manifest les qualitats dels animals d'una regió concreta. Cèsar esmenta el cavall de Camarga, el Boulonnais o la Comarca ; El bestiar llemosí o charolais era conegut pel seu poder; les paquets de gossos de certs prínceps eren molt famoses.
En el S. XVIII els criadors anglesos, ansiosos de donar valor als seus reproductors, van crear races. El llibre genealògic esdevé un registre capaç de demostrar l'origen genètic d'un individu i, per tant, de posar-ne en valor les qualitats com a reproductor millorador.
Aquesta moda donarà un gran nombre de llibres genealògics dels quals un cert nombre romandrà abandonat, determinades races no havent demostrat llur retibilitat.
A les races productives s'ha afegit durant les últimes dècades a una moda per a les races de plaer. Els animals es seleccionen segons criteris de mida (races nanes) o bellesa (races ornamentals). Començant per la primera vegada en gossos i gats, avui trobem vaques, gallines i fins i tot porcs seleccionats per al pur plaer.
En els darrers anys, a Europa gairebé no s'han creat races bovines o ovines. Alguns criadors practiquen encreuaments milloradors amb llur criança, però els individus no van destinats a crear una altra raça.
En altres continents, la creació de races està en ple apogeu. Als Estats Units, els ranxos privats treballen en la genètica del seu ramat de bestiar provant nombrosos reproductors. Quan uns quants individus són satisfactoris, la seva descendència és provada i multiplicada per tal de crear una raça i poder vendre reproductor.

## Els animals concernits

### Animals de companyia
Hi ha registres de reproducció de moltes espècies d'animals, per exemple gossos, gats o cavalls. Aquests llibres d'estudis s'utilitzen principalment per a mantenir línies pures o per a seleccionar trets particulars.

#### Èquids
Els registres equins s'utilitzen per a identificar, comptar i gestionar les poblacions d'equins domèstics, a França es mantenen per les granges nacionals franceses. D'ençà del 2007, tots els cavalls presents a França estan subjectes a una obligació de control de microprocessador electrònic. Els registres de criança, o llibres genealògics, són per a races equines i ases, i els registres enumeren individus que s'han creuat i no reconeguts com a races.

### Animals salvatges
EAZA també manté registres de criança d'ESB per fer un seguiment d'espècies de vida silvestre en captivitat mostrades al públic. Aquests registres de criament s'utilitzen principalment per mantenir en captivitat espècies extingides o en perill d'extinció a la natura.

## Tipus de registres genealògics

### Tancat
En un registre de genealogia tancat, els pares també han d'estar inscrits en el mateix registre o en un altre registre reconegut. Això garanteix que l'individu és de llinatge pur. Els animals acceptats pel registre abans del seu tancament es coneixen com a estoc de fundació. Aleshores, tots els animals d'aquest registre tancat són descendents del ramat de la fundació.

### Obert
En un registre de pedigrí obert, els animals es poden registrar sense que els seus pares estiguin inscrits en un registre. Això permet als criadors reforçar determinades línies, afegint individus seleccionats per determinades característiques d'aspecte (pelatge, aspecte, vigor).

### Apèndix
Alguns registres oberts o parcialment oberts poden permetre que els animals que tenen algunes, però no totes, de les qualitats requerides per al registre complet s'introdueixin en un sistema de registre preliminar, sovint anomenat " apèndix ". El més destacat és el de l' American Quarter Horse Association, que permet registrar poltres Quarter / Toughbred.

## Característica

### Obertura del registre
Abans d'obrir-se, els criadors han de descriure els individus de la seva raça. Així, el tipus de raça es defineix per criteris morfològics, color, aptituds físiques o producció... Es cataloguen els individus que es pretén fer entrar en el registre genealògic. No tan sols han de presentar les característiques de la raça, sinó que també han de demostrar que les mantenen al llarg del temps durant diverses generacions.Després d'un temps d'observació, s'eliminen els animals desviats i poden entrar al registre els individus més representatius.

### Inscripció al registre
Els animals joves han de provenir de pares registrats per ser pretendre al registre. Però també, han de superar un examen visual o de retiment que demostri que es mantenen els criteris racials. Els individus fallits no tenen dret a reproduir-se en la raça.

### Evolució de la raça
Per a necessitats específiques de millora dels criteris racials, es poden realitzar encreuaments seleccionats i orientats. D'aquesta manera s'obre el registre d'animals de creuament. La raça evoluciona doncs amb relació a l'origen. En aquest cas, alguns criadors poden preferir continuar treballant amb la raça antiga, encara menys reeixida. Si les diferències es fan massa grans, pot haver-hi una separació dels llibres genealògics, donant dues races amb el mateix origen però que evolucionaran de manera diferent.

## Manteniment d'una raça
Per mantenir l'estabilitat sense risc de consanguinitat, cal mantenir la població per sobre d'un determinat llindar, al voltant del miler. Alguns països, incapaços de mantenir aquesta població, mantenen un nombre reduït d'individus però congelen un gran nombre de palletes de semen o fins i tot d'embrions. Així és possible portar un mascle que ha estat mort durant molt de temps per tal de regenerar la raça.
Davant la desaparició de la diversitat genètica, es van iniciar programes de preservació a Europa i després per la FAO. Pretenen crear llibres genealògics sobre races en perill d'extinció i mantenir una població suficient per ser viables.
Aquesta tècnica s'ha utilitzat per a gestionar la consanguinitat en poblacions baixes d'animals salvatges. Així, les introduccions d'animals o la inseminació artificial des de zoològics o parcs d'animals permeten de gestionar aquesta problemàtica.
S'han dut a terme estudis sobre el genoma de les espècies per tal de determinar el vincle entre les races i traçar un arbre genealògic d'aquestes últimes. Aquest treball també permetrà crear noves races, sabent que l'interès és més gran per creuar dues races que estiguin genèticament distants.